# Clint Bajakian
Clint Bajakian (Massachusetts, 1963) è un compositore statunitense, attivo nel campo dei videogiochi.

## Biografia
Clint Bajakian ha frequentato il New England Conservatory, dove si è diplomato in chitarra e teoria musicale. Nel 1991 ottenne un master in composizione musicale all'Università del Michigan.
Nello stesso anno esordisce nel mondo dei videogiochi come free lance, realizzando insieme a Michael Land e Peter McConnell la colonna sonora dell'avventura grafica Monkey Island 2: LeChuck's Revenge. Nel 1992 lavora alla partitura musicale di Indiana Jones and the Fate of Atlantis, sempre in collaborazione con Land e McConnell. A partire dal 1993 entrò stabilmente nel team della LucasArts, e nello stesso anno si occupò della colonna sonora di Sam & Max Hit the Road.
Negli anni successivi Bajakian lavorò su moltissimi titoli della LucasrArts, sia in veste di compositore che come curatore degli aspetti tecnici legati al sonoro; in particolare il suo nome è legato, insieme a quello dei due colleghi sopra citati, al settore delle avventure grafiche. Nel corso del 2000 ha lasciato l'azienda ed ha fondato una propria casa di produzione, specializzata in servizi audio per videogiochi, con il nome di CB Productions (oggi conosciuta come Bay Area Sound). Nello stesso periodo ha continuato a lavorare come free lance, tornando anche a collaborare con la LucasArts per la colonna sonora di Indiana Jones e la tomba dell'imperatore.
Nel 2005 Bajakian ha accettato un trasferimento alla SCEA, affidando la Bay Area Sound al suo allievo Jared Emerson-Johnson. Nell'ambito della sua nuova occupazione, ha lavorato come supervisiore delle musiche di God of War e God of War II.

## Videogiochi

### Come compositore
- Monkey Island 2: LeChuck's Revenge (1991)
- Indiana Jones and the Fate of Atlantis (1992)
- Day of the Tentacle (1993)
- Sam & Max Hit the Road (1993)
- Star Wars: TIE Fighter (1994)
- Star Wars: Dark Forces (1995)
- Outlaws (1997)
- Indiana Jones e la macchina infernale (1999)
- Star Wars Episodio I: Jedi Power Battles (2000)
- Fuga da Monkey Island (2000)
- Indiana Jones e la tomba dell'imperatore (2003)
- Unreal II: The Awakening (2003)
- The Bard's Tale (2004)
- Syphon Filter: Dark Mirror (2006)
- Infamous (2009)
- Panzehir (2014)

### Come tecnico del suono o supervisore delle musiche
- Star Wars: X-Wing (1993)
- Star Wars: Rebel Assault (1993)
- The Dig (1995)
- Star Wars Episodio I: La minaccia fantasma (1999)
- Star Wars: Force Commander (2000)
- Star Wars Demolition (2000)
- Star Wars: Knights of the Old Republic (2003)
- Il Signore degli Anelli: Il ritorno del re (2003)
- Psychonauts (2005)
- God of War (2005)
- God of War II (2007)